# Valamiro
Valamiro
(c. 420-c. 468) fue rey de los ostrogodos, de la dinastía de los Amalos. Jordanes, en su libro De origine actibusque Getarum, indica que fue hijo y sucesor de Vandalario. Además, fue tío de Teodorico I el Grande por parte de su hermano Teodomiro. 
Como vasallo de Atila participó en las conquistas de las tierras romanas del Danubio y participó del lado de Atila en la batalla de los Campos Cataláunicos. Tras la muerte de Atila, y la derrota de los hunos en la Batalla de Nedao (454) con la subsiguiente disolución del Imperio huno, los godos de Valamiro fueron establecidos por el emperador Marciano en Panonia entre Sirmio y Vindobona a entre 456 y comienzos de 457.
Valamiro compartió el poder con sus hermanos Videmiro y Teodomiro, organizando el reino ostrogodo de Panonia en tres distritos, pero Valamiro era el que tenía el título de rey.
Una disputa concerniente a unos impuestos anuales llevó a Valamiro a dirigir un ejército de godos contra Constantinopla (459 - 462), donde el emperador bizantino León I le prometió un pago anual en oro para satisfacerle. Valamiro tuvo que combatir a los emperadores romanos occidentales, a los hunos y a los suevos.  En el transcurso de una razzia contra los esciros, Valamiro cayó del caballo y murió (468/469). Su parte territorial en el reino la asumió su sobrino Teodorico, y su hermano Teodomiro asumió la dignidad regia.